# Efeito Droste

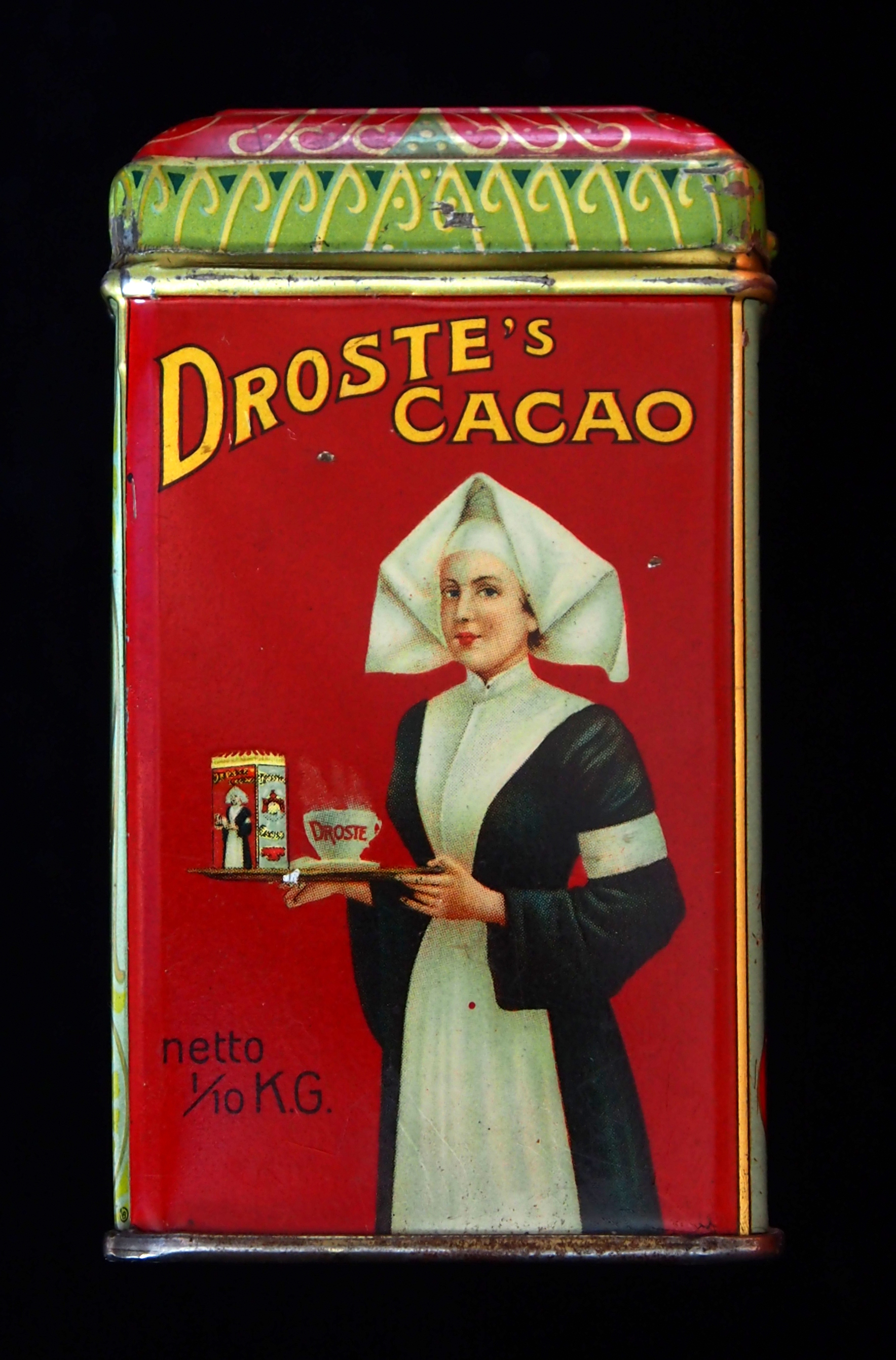
A mulher na embalagem de cacau Droste de 1904, segura dois objetos com imagens menores dela própria com os mesmos objetos, e assim recursivamente.

O Efeito Droste — conhecido como mise en abyme em arte — é o efeito produzido por uma imagem que aparece dentro dela própria, no lugar onde uma imagem semelhante deveria aparecer de forma realística.
O aparecimento da imagem é recursiva: a versão menor contém uma versão menor ainda da imagem anterior, e assim sucessivamente. Apenas em teoria esta repetição poderia acontecer infinitamente; na prática, apenas continua enquanto a resolução da imagem o permite, o que é relativamente pouco, pois cada versão é geometricamente reduzida. É um exemplo de uma repetição estranha, um sistema auto-referente de instância a qual é um pilar da geometria fractal.